# سیارک ۹۱۰۰۷
سیارک ۹۱۰۰۷ (به انگلیسی: 91007 Ianfleming، نامگذاری:1998BL30) نود و یک هزار و هفتمین سیارک کشف شده‌است که در ۳۰ ژانویه ۱۹۹۸ کشف شد.